# Laurence Bisang
Ne doit pas être confondu avec Anne Bisang.
Laurence Bisang née en 1959 à Genève, est une animatrice de la Radio suisse romande. Elle a présenté notamment l'émission quotidienne Les Dicodeurs de 2000 à 2023.

## Biographie
Laurence Bisang naît à Genève en 1959. La metteur en scène et comédienne Anne Bisang est sa sœur cadette. Leur père, un horloger vaudois, est un représentant de marques pour la Fédération horlogère suisse.
Elle grandit à Yokohama (Japon) de 1962 à 1967, puis à Beyrouth (Liban) pendant quatre ans avant de revenir à Genève en 1971, au Grand-Lancy,,,. Elle s'installe par la suite à Lausanne.
Après avoir passé 10 ans à Couleur 3 (1986-1996), elle anime l'émission On en parle sur La Première puis succède à Jean-Marc Richard à la présentation des Dicodeurs en 2000. Après 23 ans aux Dicodeurs, elle part à la retraite en 2023. Elle a passé sa dernière semaine, du 19 au 23 juin 2023, en tant qu'invitée.

## Émissions de radio
- Le journal du samedi
- 17 grammes de bonheur
- Électrons libres
- On en parle
- Les Dicodeurs
- Synopsis